# Cephalocassis jatia
Cephalocassis jatia är en fiskart som först beskrevs av Hamilton 1822.  Cephalocassis jatia ingår i släktet Cephalocassis och familjen Ariidae. IUCN kategoriserar arten globalt som otillräckligt studerad. Inga underarter finns listade i Catalogue of Life.